# Strömmingholmen, Pyttis
Strömmingholmen är en ö i Finland. Den ligger i Finska viken och i kommunen Pyttis i den ekonomiska regionen  Kotka-Fredrikshamn i landskapet Kymmenedalen, i den södra delen av landet. Ön ligger omkring 24 kilometer väster om Kotka och omkring 91 kilometer öster om Helsingfors.
Öns area är 0,9 hektar och dess största längd är 200 meter i nord-sydlig riktning. Närmaste större samhälle är Lovisa, 15,2 km väster om Strömmingholmen.